# Elecciones estatales de Campeche de 2009
Las elecciones estatales de Campeche de 2009 tuvieron lugar el domingo 5 de julio de 2009, simultáneamente con las Elecciones federales y en ellas fueron renovados los siguientes cargos de elección popular en el Estado Mexicano de Campeche:
- Gobernador de Campeche. Titular del Poder Ejecutivo del estado, electo para un periodo de seis años no reelegibles en ningún caso, el candidato electo fue Fernando Ortega Bernés.
- 11 Ayuntamientos. Compuestos por un Presidente Municipal síndicos y regidores, electos para un periodo de tres años no reelegibles para el periodo inmediato.
- 35 Diputados al Congreso del Estado. 21 electos por mayoría relativa en cada uno de los Distrito Electorales y 14 por un sistema de listas bajo el principio de representación proporcional.

## Gobernador
Se registró un padrón de 533 mil 813 electores, con una participación electoral del 63.45%. 
|  | 43.26 % |

|  | 51.01 % |

|  | 0.82 % |

|  | 0.78 % |

|  | 0.92 % |

|  | 0.36 % |

|  | 0.14 % |

|  | 0.00 % |

|  | 2.71 % |

|  | 100.00 % |

## Ayuntamientos
Se registró un padrón de 506 mil 025 electores, con una participación electoral del 63%. 
|  | 45.67 % |

|  | 44.42 % |

|  | 2.14 % |

|  | 0.98 % |

|  | 1.67 % |

|  | 2.37 % |

|  | 0.18 % |

|  | 0.00 % |

|  | 2.52 % |

|  | 100.00 % |

### Ayuntamiento de Campeche
- Carlos Ernesto Rosado Ruedas  Hecho

### Ayuntamiento de Ciudad del Carmen
- Aracely Escalante Jasso  Hecho

## Elecciones internas de los partidos políticos

### Partido Acción Nacional
El 11 de enero de 2009 el diputado federal Jorge Rubén Nordhausen González fue el primer aspirante que anunció públicamente su interés en registrarse como precandidato de su partido a la gubernatura.
El 27 de enero el PAN publicó oficialmente su convocatoria para la elección de candidato a Gobernador, dicha convocatoria establece que uno de los requisitos para ser aspirante es el ser campechano por nacimiento, lo cual deja fuera a Nordhausen, en consecuencia éste denunció dicho requisito como hecho para favorecer a Mario Ávila Lizárraga —posteriormente esto fue declarado como un error y corregido en la convocatoria— y al no poder registrarse anunció que se sumaría a la aspiración del senador Sebastián Calderón Centeno, así mismo en la misma fecha el excandidato Juan Carlos del Río anunció que no participaría en la contienda y junto al alcalde de Ciudad del Carmen, José Ignacio Seara Sierra, dio su respaldo a Ávila. El 31 de enero se registraron oficialmente los aspirantes, siendo el primero el senador Sebastián Calderón Centeno, y posteriormente el exdelegado de la Secretaría de Desarrollo Social, Marío Ávila Lizárraga, quien en dicho acto contó con el respaldo de la familia del fallecido Secretario de Gobernación Juan Camilo Mouriño.
Los resultados de la elección interna del 16 de marzo fueron los siguientes:
|  | 82.61 % |

|  | 17.39 % |

|  | 100.00 % |

### Partido Revolucionario Institucional
Por el PRI, ha externado sus aspiraciones los Senadores de mayoría, Fernando Ortega Bernés, quien además fue alcalde de Campeche capital, del 2003 a 2006. El Secretario de organización del CEN del PRI, Alejandro Moreno Cárdenas, que actualmente es también senador de mayoría de la entidad, el presidente del Congreso del Estado Carlos Felipe Ortega Rubio y el  expresidente municipal de Campeche, Carlos Oznerol Pacheco Castro.
El 10 de enero de 2009 el Secretario de Turismo Jorge Luis González Curi, hermano del exgobernador José Antonio González Curi declaró sus aspiraciones para ser gobernador
La tarde del 16 de febrero de 2009 comenzó a trascender el anuncio de la candidatura de unidad del senador Fernando Ortega Bernés, hecho que fue confirmado esa misma noche, cuando en la sede estatal del PRI se proclamó oficialmente a Ortega Bernés como candidato de unidad a Gobernador, al declinar a su favor por consenso los restantes aspirantes, Carlos Felipe Ortega Rubio, Alejandro Moreno Cárdenas, Jorge Luis González Curi y Víctor Manuel Méndez Lanz.

### Partido de la Revolución Democrática
Por parte del Partido de la Revolución Democrática el único aspirante que manifestó su interés por la candidatura ha sido el Regidor del Ayuntamiento de Campeche Francisco Brown Gantús; el 18 de enero de 2009 el Consejo Estatal del partido aprobó reservar la candidatura a gobernador a un aspirante interno, respaldando de esta manera a Brown como precandidato; al no registrarse ningún otro aspirante, el 31 de enero Brown Gantús fue declarado precandidato único a la gubernatura del estado. Fue formalmente designado candidato por el Consejo Político Estatal del PRD el 23 de marzo.
El 21 de junio de 2009, Francisco Brown Gantús anunció su declinación como candidato en favor del panista Mario Ávila Lizárraga, ante lo cual y al registrarse esto hecho a menos de 30 días de la elección es imposible para el PRD la sustitución del candidato por lo que concurrirá a la elección sin candidato, aunque en la boleta electoral aparecerá el nombre de Brown.

### Partido del Trabajo
El 19 de febrero de 2009 la Convención estatal electoral del Partido del Trabajo eligió como su candidata a la gubernatura a Margarita Duarte Quijano, tras la declinación de los también aspirantes Ana María López Hernández y Candelario Gonzalo Arjona Aranda; en la misma convención se anunció que Duarte Quijano será también postulada por Convergencia, partido con el conformará la colación "Salvemos Campeche". Sin embargo, estos acuerdos no se cumplieron, por lo que finalmente el 25 de marzo el PT eligió como su candidato a Gobernador de Manuel Chablé Gutiérrez.

### Partido Verde Ecologista de México
En el último día de plazo para registrar candidatos a gobernador, el PVEM postuló como el suyo a su dirigente estatal, Rafael Montero Romero.

### Convergencia
Convergencia anunció el 16 de febrero de 2009 que conformorá la coalición "Salvemos Campeche" junto al Partido del Trabajo, de la que fue elegida candidata Margarita Duarte Quijano el 19 de febrero. Sin embargo, ante la no postulación de Margarita Duarte por el PT, la coalición no se conformó, y al cierre del plazo para el registro de candidatos ante el Instituto Electoral del Estado, Convergencia no había presentando registro alguno.

### Partido Socialdemócrata
El PSD registró oficialmente como su candidato a gobernador ante el Instituto Electoral del Estado de Campeche a Rubén Seravia Suárez.